# 毛皮の国
『毛皮の国』（けがわのくに、Le Pays des fourrures）はジュール・ヴェルヌの冒険小説。雑誌掲載後、驚異の旅シリーズとして1873年に出版された。

## ストーリー
カナダの交易所フォート・レリアンスのハドソン湾会社のレセプションに、兵士、インディアンの酋長、探検家パウリナ・バーネットと彼女の使用人マッジがつどった。それまでに、パウリナはブラマプトラ川から、チベットやカーペンタリア湾などのオーストラリアの地図上の白い斑点を旅していた。今回彼女はカナダのはるか北への旅行を計画しており、北極圏への進出を目指すジャスパー・ホブソン中尉の遠征に同行したいと考えていた。
ロシアがアラスカをアメリカに売却する計画を知ったハドソン湾毛皮会社は、ホブソンにアメリカ大陸の北海岸に毛皮貿易のための新しい支店を設立するよう依頼しており、新しい基地は当時まだ疑われていた北西航路の代替として、蒸気船で太平洋を横断する貿易を可能にするためのものだった。
遠征には、1860年7月18日に極北での皆既日食観測を希望している天文学者トーマス・ブラックも参加した。ブラックは月が太陽の前を移動するときにのみ見える、太陽のコロナを観測することを計画していた。総勢19名の遠征隊は12台の犬ぞりで北に向けて出発する。ノースウエスト準州のグレートベア湖を経由し、白夜の際にバサースト岬でようやく北緯70度線に到達し、ビクトリア半島にエスペランス砦を建設した。そこで彼らはアナグマ、オオヤマネコ、ビーバー、マスクラット、テン、イタチ、アカギツネなどの毛皮を持つ動物を狩った。
ところが驚いたことに、ここでは潮汐がほとんど確認できなかった。やがて、入植者の間で子供が生まれ、彼らは寒い極夜にビパークした。温度は最大マイナス52°Cという低い値に達したが、ホッキョクグマの攻撃から生き延び、イヌイットの家族の訪問を受けた。イヌイットの少女カルマはパウリナと友達になり、再訪を約束した。
極夜、彼らは突然地平線に炎の輝きを見る。どうやら火山が噴火したらしい。噴火は途方もない光景を展開し、地震が発生した。ホブソンは、弾薬、酒、薬などの新しい装備を携えた補給部隊を待ったが無駄であった。彼らは、潮汐がまったくないことを確認した。

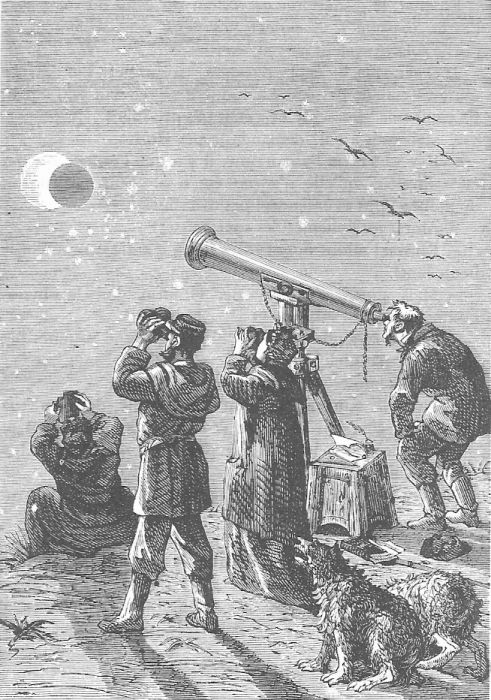
日食を観測する遠征隊

ついに1860年7月18日に日食が観測されたが、これは部分的なものであった。ブラックは太陽のコロナを観測できず、北極圏の北にある次の皆既日食は1896年8月9日まで起こらないため憤慨する。その後、ブラックは新たに現在地を測定し、彼らは自分たちのいる地点が変わったことを知る。
この半島は、実際は森林に覆われた流氷であり、地震の間に本土から離れ、現在北極海をあてもなく漂流していることが判明した。彼らはまず軍隊の士気を損なわないように兵士を暗闇の中に押し込めた。彼らは小さな帆船を建造し、来たるべき冬に凍った海を渡るべく計画を立てる。
流氷が北米本土の近くに戻ると、カルマは彼らとの約束を果たすためにカヤックで流氷にやってきた。ホブソンはついに兵士たちに自分たちの状況を説明し、彼らは極地の冬に凍った海の上に抜け出そうとする。しかし、氷床に叢氷とリフトバレーが積み重なっているため、引き返さなければならなくなった。
その後、エスペランス砦は崩壊した氷の壁に埋もれてしまう。カルマ、パウリナ、マッジ、ブラックは、仲間によって埋もれた砦から救出されたが、帆船は失われてしまった。代わりとして入植者はいかだを作った。氷の半島はベーリング海峡を通過し、ゆっくりと南下して温暖な海域に入り、徐々に溶けていく。何度も何度も半島が外側から崩れていき、ついにいかだも失われてしまった。
捕鯨船が半島のそばを通過するが、入植者に気づかなかった。しかし、風をはらんだ帆は彼らの旅を速め、最終的にアリューシャン列島のブレジニック島でひどく溶けた流氷によってさらに加速され、ついにデンマークの捕鯨船によって救助された。

## 解説
1860年、実際にラブラドール地方の北東海岸沖で日食を観測する遠征隊が組織された。遠征隊はアメリカの天文学者でプリンストン神学校教授のスティーヴン・アレキサンダーが主導し、ケベック英国天文台長のエドワード・ディヴィッド・アッシュが同行した。これはアメリカ沿岸水路測量局の監督者であるA.D.バッシュが計画し、遠征を後援した。遠征隊はニューヨークを出港後、船員の遭難や、霧の中での氷山の間の航海、サンゴ礁での座礁などのトラブルを経て、アウテザヴィーク島（現在のノースオーラツィヴィク島）で観測が行なわれた。

## 主な登場人物

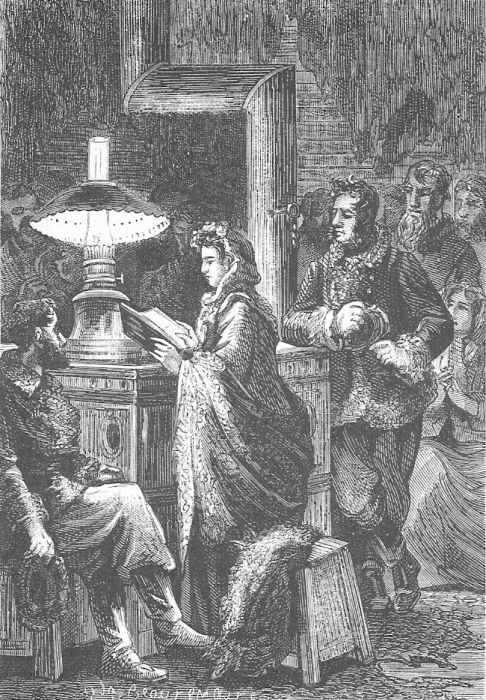
パウリナ・バーネット（中央）

- パウリナ・バーネット - 女性探検家
- ジャスパー・ホブソン中尉 - 探検家
- トーマス・ブラック - 天文学者
- マッジ - パウリナの使用人
- カルマ - イヌイットの少女

## 出版
『毛皮の国』は1872年9月20日から1873年12月15日にかけて、教育娯楽雑誌に連載され、驚異の旅シリーズとして前編が1873年11月13日に出版された。

### 日本語訳版
- 森田思軒訳『大氷塊』郵便報知新聞　1888年